# (9470) Jussieu
Pour les articles homonymes, voir Jussieu.
(9470) Jussieu est un astéroïde de la ceinture principale.

## Description
(9470) Jussieu est un astéroïde de la ceinture principale. Il fut découvert par Eric Walter Elst le 26 juillet 1998 à La Silla. Il présente une orbite caractérisée par un demi-grand axe de 3,15 UA, une excentricité de 0,18 et une inclinaison de 2,03° par rapport à l'écliptique.
Il fut nommé en hommage à Bernard (1699-1777), Joseph (1704-1779), Antoine-Laurent (1748-1836) et Adrien-Laurent-Henri (1797-1853) de Jussieu, famille française de botanistes.

## Compléments